# Бом Жесуш, Жорже
Жорже Лопиш Бом Жесуш (порт. Jorge Lopes Bom Jesus; род. 26 июля 1962, Агуа-Гранде) — политический и государственный деятель Сан-Томе и Принсипи, премьер-министр (2018—2022).

## Биография
Родился 26 июля 1962 года в Консейсане, округ Агуа-Гранде, Сан-Томе и Принсипи. Окончил Тулузский университет во Франции.
На филологическом факультете Университета Порту он завершил специализацию по педагогике французского языка. Он имеет степень доктора философии в области государственного управления, которую получил в Университете Сан-Томе и Принсипи.
В 2008—2010 годах занимал должность министра образования и культуры Сан-Томе и Принсипи, а с 2012 по 2014 год занимал пост министра образования, культуры и науки в правительстве Габриэла Кошты.
В 2011 году стал вице-президентом партии Движение за освобождение Сан-Томе и Принсипи / Социал-демократическая партия, а на съезде 2018 года был избран её президентом.
30 ноября 2018 года Бом Жесуш был назначен на пост премьер-министра Сан-Томе и Принсипи указом президента Эваришту Карвалью, вступив в должность 3 декабря 2018 года.

## Личная жизнь
Бом Жесуш женат на Кларе Феррейре Бом Жесуш. У них есть пятеро детей.